# Rodézia az 1960. évi nyári olimpiai játékokon
Rodézia az olaszországi Rómában megrendezett 1960. évi nyári olimpiai játékok egyik részt vevő nemzete volt. Az országot az olimpián 6 sportágban 14 sportoló képviselte, akik érmet nem szereztek.

## Atlétika
Férfi
| Versenyző       | Versenyszám | Előfutam | Előfutam | Negyeddöntő | Negyeddöntő | Elődöntő | Elődöntő | Döntő   | Döntő    |
| Versenyző       | Versenyszám | Idő      | Hely.    | Idő         | Hely.       | Idő      | Hely.    | Idő     | Helyezés |
| --------------- | ----------- | -------- | -------- | ----------- | ----------- | -------- | -------- | ------- | -------- |
| Terry Sullivan  | 800 m       | 1:51,1   | 2.       | 1:49,9      | 5.          | kiesett  | kiesett  | kiesett | kiesett  |
| Terry Sullivan  | 1500 m      | 3:42,8   | 4.       |             |             |          |          | kiesett | kiesett  |
| Cyprian Tseriwa | 5000 m      | 15:02,8  | 10.      |             |             |          |          | kiesett | kiesett  |
| Cyprian Tseriwa | 10 000 m    |          | 30:47,8  | 28.         |             |          |          |         |          |

## Műugrás
Női
| Versenyző            | Versenyszám    | Selejtező | Selejtező | Elődöntő | Elődöntő | Elődöntő | Döntő   | Döntő   | Döntő    |
| Versenyző            | Versenyszám    | Pont      | Helyezés  | Pont     | Össz.    | Helyezés | Pont    | Össz.   | Helyezés |
| -------------------- | -------------- | --------- | --------- | -------- | -------- | -------- | ------- | ------- | -------- |
| Alexandra Morgenrood | Egyéni műugrás | 47,12     | 13.       | 34,95    | 82,07    | 13.      | kiesett | kiesett | kiesett  |

## Ökölvívás
| Versenyző         | Versenyszám   | Selejtező         | 32-es főtábla                 | Nyolcaddöntő              | Negyeddöntő                | Elődöntő          | Döntő             | Helyezés |
| Versenyző         | Versenyszám   | Ellenfél Eredmény | Ellenfél Eredmény             | Ellenfél Eredmény         | Ellenfél Eredmény          | Ellenfél Eredmény | Ellenfél Eredmény | Helyezés |
| ----------------- | ------------- | ----------------- | ----------------------------- | ------------------------- | -------------------------- | ----------------- | ----------------- | -------- |
| James Badrian     | Légsúly       | erőnyerő          | Ezrael Illkhanouf (IRI) · 1-4 | kiesett                   | kiesett                    | kiesett           | kiesett           | 17.      |
| Abe Bekker        | Pehelysúly    |                   | José Luis Biescas (ESP) · 5-0 | Andrew Reddy (IRL) · 5-0  | Jorma Limmonen (FIN) · 2-3 | kiesett           | kiesett           | 5.       |
| Jaggie van Staden | Kisváltósúly  | erőnyerő          | Gerald Freeman (AUS) · 5-0    | Sayed El-Nahas (RAU) · KO | kiesett                    | kiesett           | kiesett           | 9.       |
| Brian van Niekerk | Nagyváltósúly |                   | Carmelo Bossi (ITA) · 0-5     | kiesett                   | kiesett                    | kiesett           | kiesett           | 17.      |

## Sportlövészet
Férfi
| Versenyző     | Versenyszám | Selejtező  | Selejtező  | Döntő   | Döntő    |
| Versenyző     | Versenyszám | Pont       | Helyezés   | Pont    | Helyezés |
| ------------- | ----------- | ---------- | ---------- | ------- | -------- |
| Bill Gulliver | Trap        | nincs adat | nincs adat | kiesett | kiesett  |

## Úszás
Női
| Versenyző                                                 | Versenyszám            | Előfutam | Előfutam | Előfutam | Elődöntő | Elődöntő | Elődöntő | Döntő   | Döntő    |
| Versenyző                                                 | Versenyszám            | Idő      | Hely.    | Össz.    | Idő      | Hely.    | Össz.    | Idő     | Helyezés |
| --------------------------------------------------------- | ---------------------- | -------- | -------- | -------- | -------- | -------- | -------- | ------- | -------- |
| Dottie Sutcliffe                                          | 100 m gyors            | 1:09,0   | 7.       | 30.      | kiesett  | kiesett  | kiesett  | kiesett | kiesett  |
| Dottie Sutcliffe                                          | 100 m hát              | 1:15,2   | 5.       | 20.      |          |          |          | kiesett | kiesett  |
| Lynette Cooper                                            | 100 m hát              | 1:15,8   | 6.       | 22.      |          |          |          | kiesett | kiesett  |
| Hillary Wilson                                            | 400 m gyors            | 5:16,8   | 5.       | 15.      |          |          |          | kiesett | kiesett  |
| Hillary Wilson                                            | 100 m pillangó         | 1:21,4   | 5.       | 25.      |          |          |          | kiesett | kiesett  |
| Meg Miners                                                | 200 m mell             | 3:05,2   | 6.       | 23.      |          |          |          | kiesett | kiesett  |
| Lynette Cooper Meg Miners Hillary Wilson Dottie Sutcliffe | 4 × 100 m vegyes váltó | 5:12,9   | 6.       | 12.      |          |          |          | kiesett | kiesett  |

## Vitorlázás
Nyílt
| Versenyző                      | Versenyszám     | Futam | Futam | Futam | Futam | Futam | Futam | Futam | Pontszám | Helyezés |
| Versenyző                      | Versenyszám     | 1     | 2     | 3     | 4     | 5     | 6     | 7     | Pontszám | Helyezés |
| ------------------------------ | --------------- | ----- | ----- | ----- | ----- | ----- | ----- | ----- | -------- | -------- |
| Christopher Bevan David Butler | Repülő hollandi | 1592  | (0)   | 1115  | 388   | 990   | 592   | 1115  | 5792     | 4.       |